# Rososz (województwo łódzkie)
Rososz – wieś w Polsce położona w województwie łódzkim, w powiecie wieluńskim, w gminie Biała.
W latach 1975–1998 miejscowość położona była w województwie sieradzkim.
Zobacz też: Rososz, Rososza, Rososzka, Rososznica, Rososzyca